# Frits Noordam
Frederik Martinus (Frits) Noordam (Rotterdam, 31 oktober 1942 − 26 september 2019) was een Nederlands hoogleraar sociaal zekerheidsrecht.

## Biografie
Noordam was een zoon van de Groningse hoogleraar pedagogiek prof. dr. Nicolaas Frans Noordam (1910-1994) en Sophia van Rees (1913-1993), en een broer van archivaris en historicus dr. Dirk Jaap Noordam (1941-2007), de laatste een belangrijke bijdrager aan het elite-onderzoek in Nederland. Hij studeerde te Utrecht af in de rechten in 1966. Daarna ging hij werken bij de NVV in Rotterdam om vervolgens in 1974 in dienst te treden van de Groningse universiteit. In 1982 werkte hij voor het eerst mee aan een juridisch standaardwerk, namelijk dat over het voorarrest. In 1983 was hij de samensteller en inleider van Sociale zekerheidswetgeving waarvan nadien nog vele herdrukken verschenen, tot aan 2006 (21e druk). In de media liet hij op zijn vakgebied van zich spreken, bijvoorbeeld inzake de onjuiste invordering van studiebeurzen in de jaren 1990 die tot een rechtszaak leidde. In Groningen werd hij in 1986 benoemd tot bijzonder hoogleraar sociaal zekerheidsrecht en hij inaugureerde op 20 januari 1987 met de rede Recht en reïntegratie. Hij werkte mee aan standaardwerken op zijn vakgebied. In 2006 ging hij met emeritaat waarbij hem een opstellenbundel werd aangeboden. Hij was tevens Kroonlid van de Sociale Verzekeringsraad en de Sociale Verzekeringsbank.
Prof. mr. F.M. Noordam overleed in 2019 op 76-jarige leeftijd. Hij was getrouwd en had enkele kinderen.